# Hermann von Staabs
Hermann Friedrich Staabs, depuis 1913 von Staabs (né le 11 mars 1859 à Aix-la-Chapelle et mort le 7 septembre 1940 à Cassel) est un général d'infanterie prussien pendant la Première Guerre mondiale et général commandant du 39e corps de réserve (de).

## Biographie
Il passe la majeure partie de sa carrière militaire à l'état-major général. Il y gravit les échelons jusqu'à devenir chef du département des chemins de fer. Après la Première Guerre mondiale, il rédige un livre dans lequel il conteste l'opinion de Moltke selon laquelle il n'aurait pas été possible de déplacer rapidement le centre de gravité du déploiement allemand vers le front de l'Est.
Le 16 juin 1913, à l'occasion du 25e anniversaire du règne de l'empereur Guillaume II, Staabs est élevé à la noblesse prussienne héréditaire,.
Avant le début de la Première Guerre mondiale, Staabs commande déjà la 37e division d'infanterie. En août 1914, sa division fait partie de la 8e armée qui se trouve en Prusse-Orientale sur le front de l'Est. Ses troupes combattent dans le cadre du 20e corps d'armée sous les ordres de Friedrich von Scholtz à la bataille de Tannenberg et à la bataille des lacs de Mazurie. Du 15 juin 1915 au 6 juillet 1916, Staabs commande la 3e division d'infanterie. Ses troupes participent à la bataille de percée de Przasnysz en juillet 1915 et se dirigent ensuite vers la basse Narew. En septembre, elles progressent jusqu'à Volkowysk et, à partir du 20 octobre, elles passent à une guerre de tranchées qui dure des années entre les lacs Naroch et Dryswjaty. Pour son action, il a reçu en août 1915 les épées de l'ordre de l'Aigle rouge de 2e classe et la couronne royale.
Le 3 décembre 1917, Staabs est nommé général d'infanterie. Le corps participe à l'offensive allemande du printemps 1918 dans le cadre de la 2e armée. Du 17 mars au 22 mai 1918, Staabs est à la fois le commandant de son 39e corps de réserve et le chef du 13e corps d'armée. Il reçut également les feuilles de chêne du Pour le Mérite le 15 mai 1918 pour les performances de ses troupes.

## Travaux
- Aufmarsch nach zwei Fronten. Auf Grund der Operationspläne von 1870–1914.